# Hendersonia arcus
Hendersonia arcus är en svampart som beskrevs av Berk. & Broome 1850. Hendersonia arcus ingår i släktet Hendersonia och familjen Phaeosphaeriaceae.   Inga underarter finns listade i Catalogue of Life.